# Clase Karel Doorman
La clase Karel Doorman es una serie de ocho fragatas de la Koninklijke Marine (Armada Real Holandesa). La clase, también se conocida como las "multipropósito" o clase M.
Todos los buques, recibieron el nombre de famosos oficiales navales neerlandeses.

## Armamento

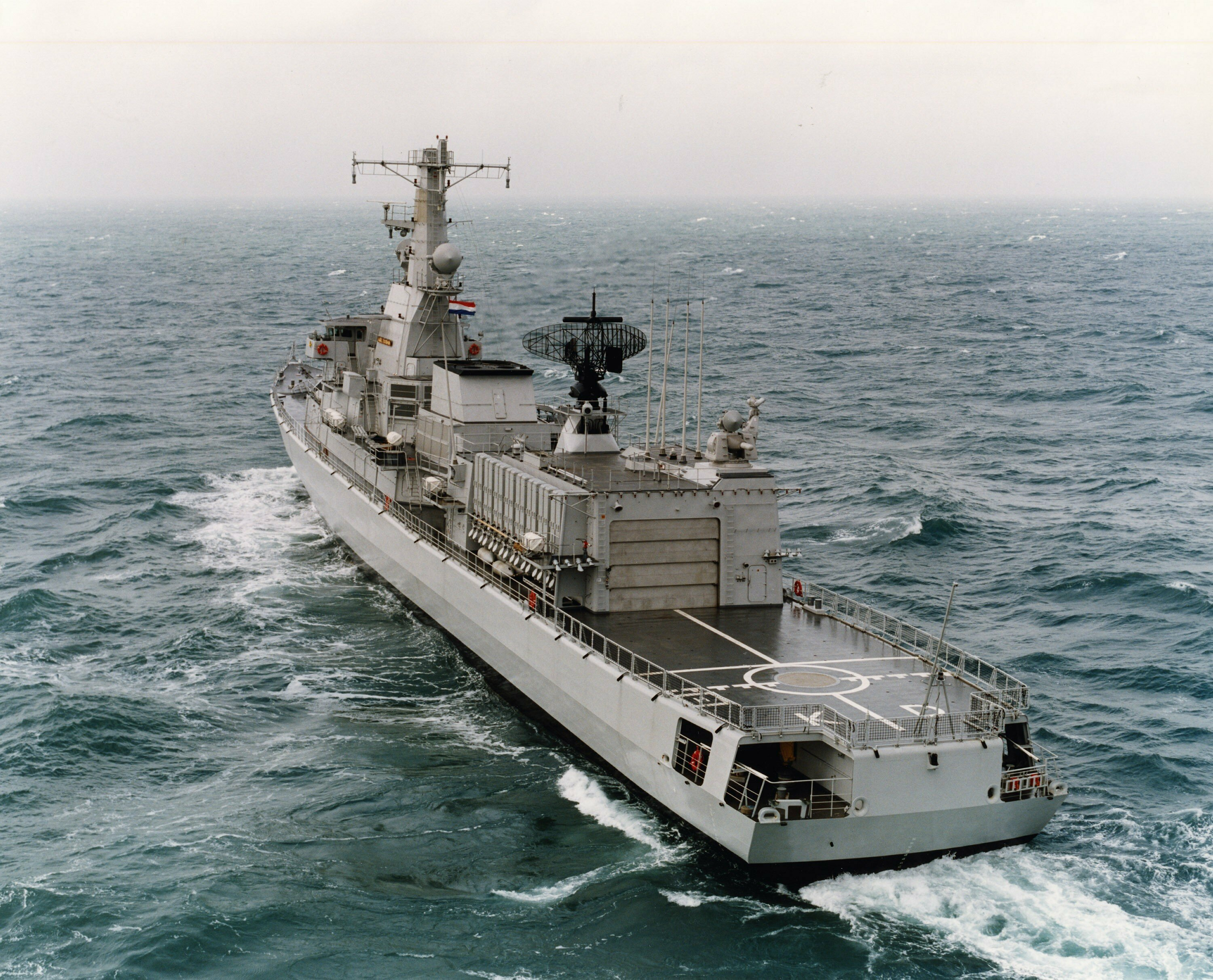
Vista trasera de la fragata Karel Doorman (F827) en 1990.

Estas fragatas multipropósito, pueden ser empleadas tanto en labores de guerra antisubmarina, como antiaérea, como en tareas de combate de superficie. Su armamento, refleja esto.
Su principal armamento antisuperficie, consiste de dos lanzadores cuádruples para misiles antibuque RGM-84 Harpoon que tienen un alcance de 120 kilómetros. A estos, se añade un cañón Oto Melara de 76 mm, con capacidades antiaérea y antisuperficie.
La defensa aérea, están provistas de 16 misiles Sea Sparrow con sistema de lanzamiento vertical, el cual usa un radar semiactivo para encontrar a su objetivo con un alcance de 14 km. También portan un cañón de defensa de punto Goalkeeper para la defensa aérea de corto alcance. Este cañón, puede disparar más de 4000 proyectiles de 30 mm por minuto, con un alcance de entre 200 metros y 3 km.
Para las tareas antisubmarinas, están equipadas con dos gemelos tubos lanzatorpedos, que disparan torpedos  Mark 46; y portán un helicóptero Westland Lynx, equipado con 2 torpedos Mk 46.

## Ventas a la armadas chilena, belga y portuguesa

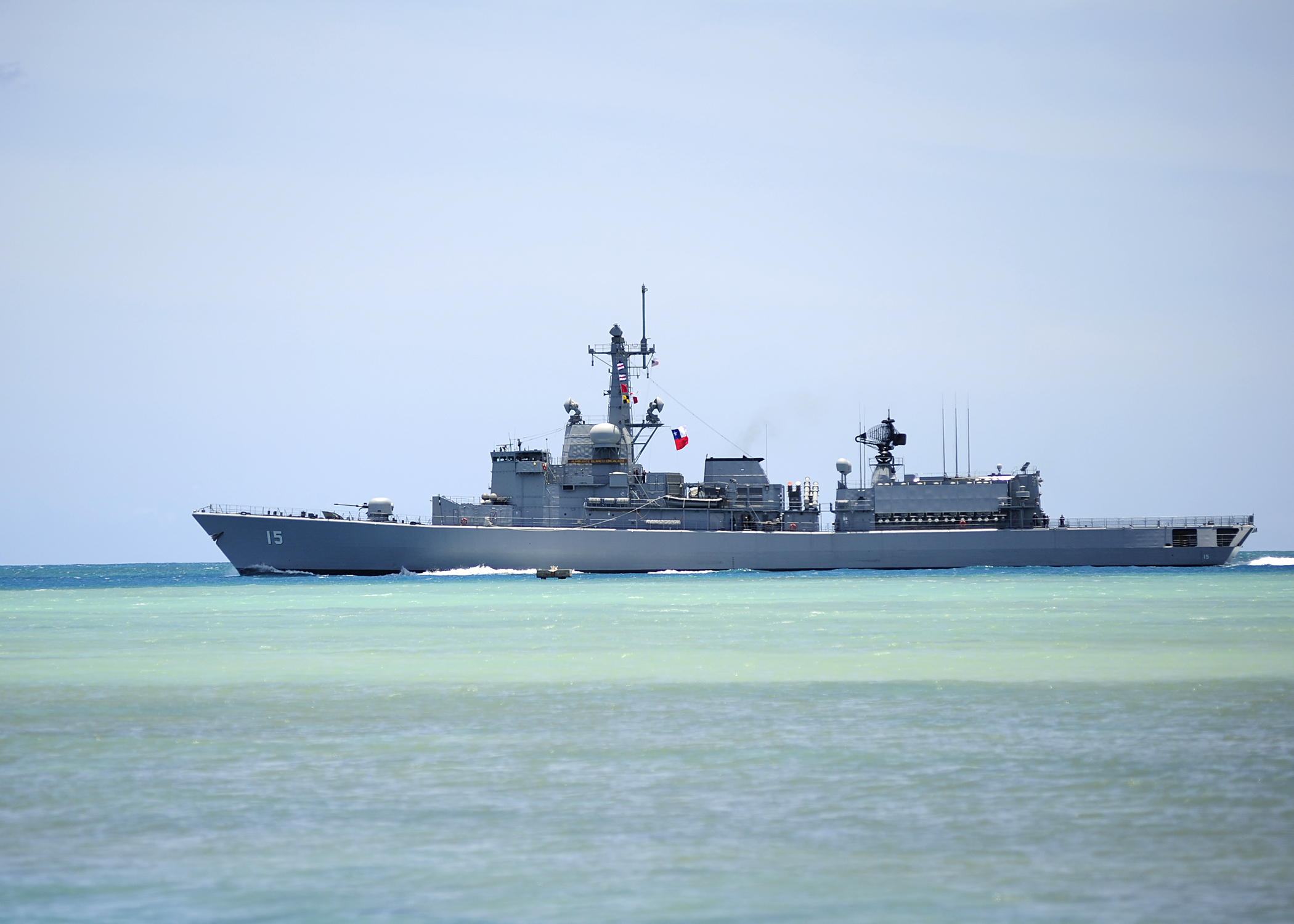
Fragata chilena Almirante Blanco Encalada (FF-15) navegando en el año 2014.

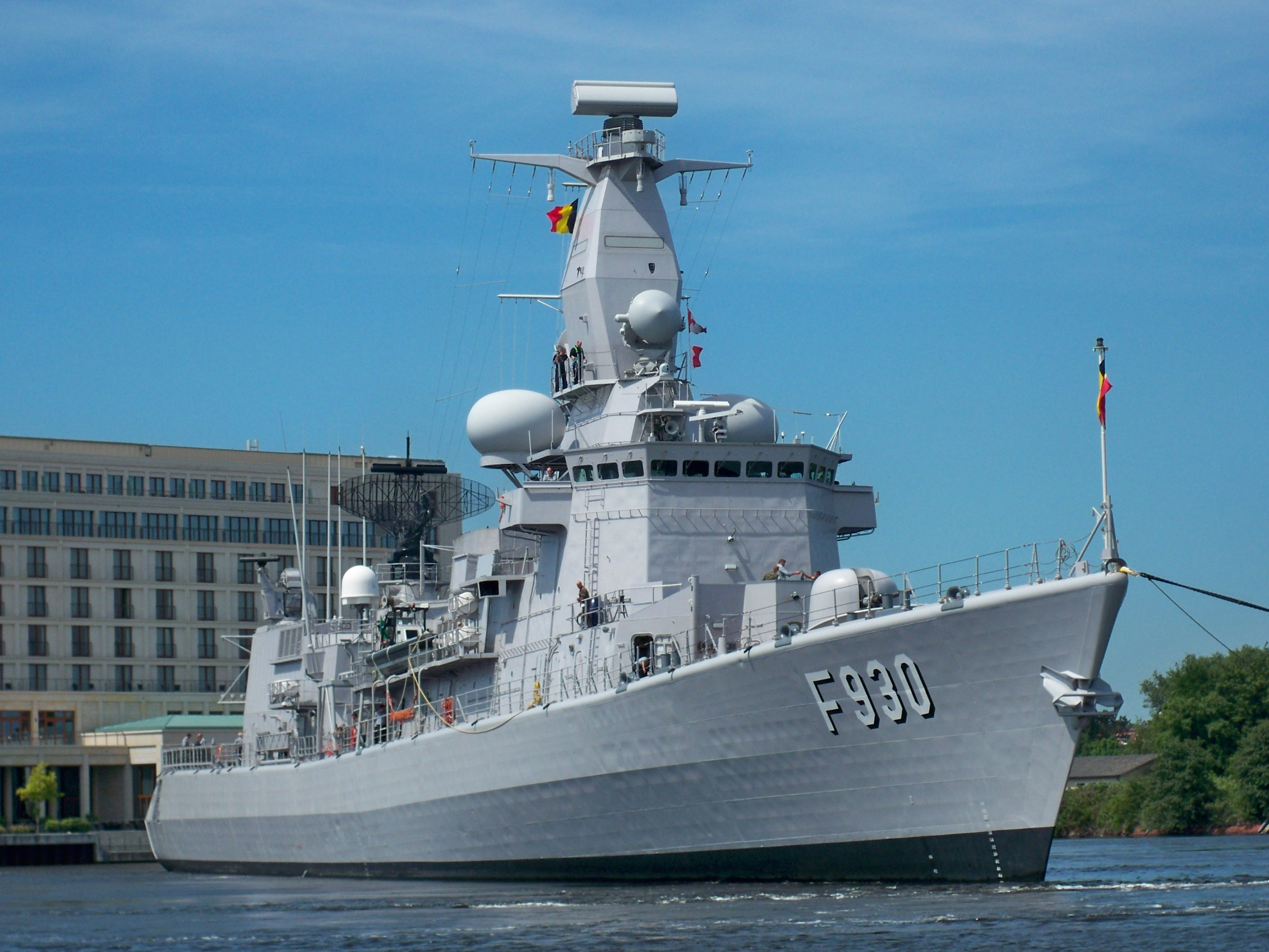
Fragata belga Leopold I en 2014.

En el año 2004 dos de los buques, el Tjerk Hiddes y el Abraham van der Hulst fueron vendidos a Chile y renombrados Almirante Riveros (FF18) y Blanco Encalada (FF15) respectivamente. El Blanco Encalada fue dado de alta en la Armada de Chile el 16 de diciembre de 2005, y el Almirante Riveros lo fue en abril de 2007, previo a trabajos de modificación en el Hangar y en la cubierta de vuelo, además de integrar electrónica exclusiva Chilena, de mano de la empresa Sisdef.
El 20 de julio de 2005, el gobierno de Bélgica, decidió adquirir dos de las seis restantes clase M como reemplazo de sus fragatas de clase Wielingen (Wielingen y Westdiep) que serán vendidas próximamente a Bulgaria. El 21 de diciembre de 2005, las fragatas Karel Doorman y Willem van der Zaan fueron vendidas a Bélgica que las renombró Leopold I (F930) y Louise-Marie (F931) respectivamente y para ser dadas de alta entre 2007 y 2008.
En mayo de 2006, el ministro de defensa de Portugal, Luís Amado, se mostró interesado en adquirir dos buques de clase Karel Doorman como reemplazo de las dos fragatas de clase João Belo en servicio con la Marinha Portuguesa, en lugar de dos fragatas de clase Oliver Hazard Perry, ofrecidas por los Estados Unidos. Un comité del gobierno portugués, arribó a Holanda para evaluar las condiciones de las dos fragatas a adquirir. 
A finales de mayo de 2006, el Boletín Oficial del Gobierno, publicaba la orden para la creación de un equipo técnico para supervisar la transferencia de dos clase M a Portugal.
El 1 de noviembre de 2006, el ministro de defensa de Portugal, Nuno Severiano Teixeira firmó el contrato de adquisición de las fragatas Van Nes y Van Galen. La Van Nes (renombrada Bartolomeu Dias) fue transferida a Portugal a partir del 19 de enero de 2009 y la Van Galen (renombrada Francisco de Almeida) a partir del 1 de noviembre de 2009.
Con la venta de estas dos últimas unidades de clase M a Portugal, solo dos de los ocho buques originales, permanecen en la Armada de los Países Bajos.

## Buques
Todos los buques de la clase, fueron construidos por los astilleros Royal Schelde Dockyard
| Buque                 | Numeral | Asignado | Estado                                                                                       |
| --------------------- | ------- | -------- | -------------------------------------------------------------------------------------------- |
| Karel Doorman         | F827    | 1991     | vendido a Bélgica como F930 Leopold I en 2005                                                |
| Willem van der Zaan   | F829    | 1991     | vendido a Bélgica como F931 Louise-Marie en 2005.                                            |
| Tjerk Hiddes          | F830    | 1991     | vendido a Chile como Almirante Riveros en 2004                                               |
| Van Amstel            | F831    | 1993     | En servicio                                                                                  |
| Abraham van der Hulst | F832    | 1993     | vendido a Chile como Blanco Encalada en 2004                                                 |
| Van Nes               | F833    | 1994     | Vendido a Portugal en 2006, como NRP Bartolomeu Dias, transferido el 19 de enero de 2009     |
| Van Galen             | F834    | 1994     | Vendido a Portugal en 2006, como NRP Dom Francisco de Almeida, transferido a finales de 2009 |
| Van Speijk            | F828    | 1995     | En servicio                                                                                  |